# تتا پانی
تتا پانی (به انگلیسی: Tatta Pani) یک منطقهٔ مسکونی در پاکستان است که در ناحیه خودمختار گلگت—بلتستان واقع شده‌است.